# Simon Steen-Andersen
Œuvres principales
- Rerendered (2003-2004)

Simon Steen-Andersen né le 24 avril 1976 à Odder, est un compositeur danois de musique contemporaine principalement dans le domaine de la musique électronique et de la musique électroacoustique.

## Œuvres
- Don Giovanni aux enfers (120’) (2023)
- TRANSIT  (55') (2021)
- Walk the Walk (90') (2020)
- The Loop of the Nibelung - a.k.a. Run Time Error @ Bayreuth (online-version 37'), (live-version 60') (2020)
- TRIO  (48') (2019)
- Automata Etudes en collaboration avec Michael Madsen (2019)
- Asthma  (22') (2017)
- if this then that and now what  (135') (2016)
- Korpus (12') (2015)
- Piano Concerto (28') (2014)
- Buenos Aires (85') (2014)
- Mono (Autotune Study and Nachgesang) (7') (2014)
- Inszenierte Nacht (55') (2013)
- Black Box Music - (32') (2012)
- String Quartet №2 (18') (2012)
- Im Rauschen (10') (2012)
- History of my Instrument (9 ') (2011)
- Study - for String Instrument #3 (5') (2011)
- Double Up (18') (2010)
- Ouvertures (15') (2008/2010)
- Study for String Instrument #2 (5'-6') (2007)
- Run Time Error (2009)
- Self Simulator (2009)
- Pretty Sound (Up And Down)  (7'30) (2008)
- Beloved Brother (7') (2008)
- On And Off And To And Fro (15') (2008)
- soundTAG  (2008)
- Ouvertures  (8') (2008)
- Study for String Instrument #1 (3'30-4'30) (2007)
- Nothing Integrated  (21') (2007)
- In Her Frown  (12') (2007)
- In Spite Of, And Maybe Even Therefore (9') (2007)
- Chambered Music (11') (2007)
- loloopop (2006)
- [sproglyd] (2005)
- Within Amongst (5') (2005)
- Amongst (33') (2005)
- Next To Beside Besides #1-13 (+...) (3'30) (2003-2015)
- Amid (9') (2004)
- Beside Besides (Next To Beside Besides #0) (4'30) (2003)
- Besides (18') (2003)
- Drownwords (10') (2003)
- rerendered (10') (2003, rev.'04)
- Among (Unattended Ones) (12') (2002)
- Split Point (12') (2002)
- Spin-Off (3') (2002)
- Praesens (16') (2001)
- Elektro Miniature (2'30) (2001)
- in-side-out-side-in... (10') (2001)
- De Profundis (12') (2000)
- Impromptu (2000)
- String Quartet (10') (1999)
- Punctus Contra Punctum (1999)
- Polaroid (1999)
- Sinfoniettavariationer (1999)
- Aurora Ritual  (1999)
- Studie for Slagtøj og Saxofon (1999)
- 4 Petitesser for solo cello (1998)
- Suite for Ensemble (1998)